# Ступниково (Псков)
Ступниково — пригородный населённый пункт (тип: деревня) и микрорайон в черте города Пскова, в Запсковье. 
Находится в обезлесенной местности, вблизи бывшего посёлка Козий Брод  и реки Пскова. 
Количество зарегистрированных зданий на 2020 год — 16.
Дети школьного возраста обучаются в МБОУ «Средняя общеобразовательная школа № 17» (Зональное шоссе, д.11).
Населённый пункт Сосновского сельсовета Псковской области передан в ведение Псковского горсовета распоряжением № 191 от 23.04.1951 (по другим данным включён в городскую черту решением горисполкома от 10.05.1961).
На 40-й сессии Псковской городской Думы 14 июля 2020 года принято решение о переименовании посёлков  Дорожкино, Козий Брод , Павшино, Панино, Пожигово, Савохново, Силово-Медведово, Терехово; деревень Митрохово, Паневик, Ступниково; станций Бологовская линия 650 км, Бологовская линия 652 км, Изборская линия 3 км и Полковая в микрорайоны, с последующим переводом в улицы и переулки.